# Гарбарек, Ян
Ян Гарба́рек (норв. Jan Garbarek, 4 марта 1947) — норвежский джазовый саксофонист и композитор польского происхождения. Вырос в Осло. Выступает с начала 1970-х, получил мировое признание, в конце 1980-х создал «Группу Яна Гарбарека». Выступал в ансамблем с известными музыкантами, среди которых Кит Джаррет, Эберхард Вебер, Ральф Таунер, Терье Рюпдаль и др. Исполняет также симфоническую музыку — от импровизации на темы григорианских хоралов до музыки Гии Канчели и Тиграна Мансуряна (вместе с Хиллиард-ансамблем).

## Биография
Его стиль включает в себя острые, кратчайшие и длинные звуки. Он также использует длительные ноты и щедро использует молчание (паузы) во время импровизации. Он начал свою карьеру музыканта в конце 1960-х годов, особенно часто встречался в записях американского джазового композитора Джорджа Рассела (например в альбоме «Electronic Sonata for Souls Loved by Nature»). Если бы он изначально появлялся в альбомах Альберта Эйлера и Питера Брётцмана, то к 1973 году он бы отвернулся от суровых разладов с авангардным джазом, сохранив свой музыкальный стиль от своего предыдущего подхода к музыке. Гарбарек получил широкое признание благодаря своей работе с пианистом Китом Джарреттом в европейской «четверке», которая выпускала такие альбомы, «Belonging» (1974), «My Song» (1977 г.). Также это и концертные записи «Personal Mountains» (1979 г.) и «Nude Ants» (1979 год). Он также выступал как солист в оркестре Джарретта в произведениях «Luminessence» (1974 г.) и «Arbour Zena» (1975 г.).
Как композитор, Ян сильно притягивает к себе и использует в своих песнях скандинавские народные мелодии, а это наследие влияния на него Эйлера. Он также является пионером и одним из первооткрывателей смешения джазовых композиций и народных мотивов, особенно это известно в его альбоме 1976 года «Dis» в сотрудничестве с гитаристом Ральфом Таунером, который использовал характерный для народной музыки эолийский лад сразу в нескольких треках. Этот особый подход в импровизации отвергает традиционные представления о тематической импровизации (лучшим примером является Сонни Роллинз) в пользу стиля, который критиковали Ричард Кук и Брайан Мортон как «скульптурный в его последствиях», но это было крайне спорным. Гарбарек записывал более извилистые треки, которые часто относят к стилю нью-эйдж, но стиль вообще презирается большинством традиционных джазовых музыкантов и слушателей, или их духовными предками. Другие эксперименты с песнями у Яна включали в себя создания сборника произведений «Olav H. Hauge» с одним лишь саксофоном, дополненным полным смешанным хором; все-таки это привело к заметному выступления с Grex Vocalis, но они никогда не записывались. В 1980-х годах музыка Гарбарека стал включать в себя синтезаторы и элементы мировой музыки. Он сотрудничал с индийскими и пакистанскими музыкантами, такими как Трилоком Гурту, Закиром Хуссейном, Харипрасадой Чаурасьей, и Устадом Фатехом Али-Ханом. Гарбареку приписывают сочинение оригинальной музыки для кино 2000 года Кипур.
Отец певицы Ани Гарбарек.

## Дискография
- Esoteric Circle (1969)
- Afric Pepperbird (1970)
- Sart (1971)
- Triptykon (1972)
- Witchi-Tai-To (1973)
- Dansere (1975)
- Dis (1976)
- Places (1977)
- Photo with… (1978)
- Aftenland (1979)
- Eventyr (1981)
- Paths, Prints (1981)
- Wayfarer (1983)

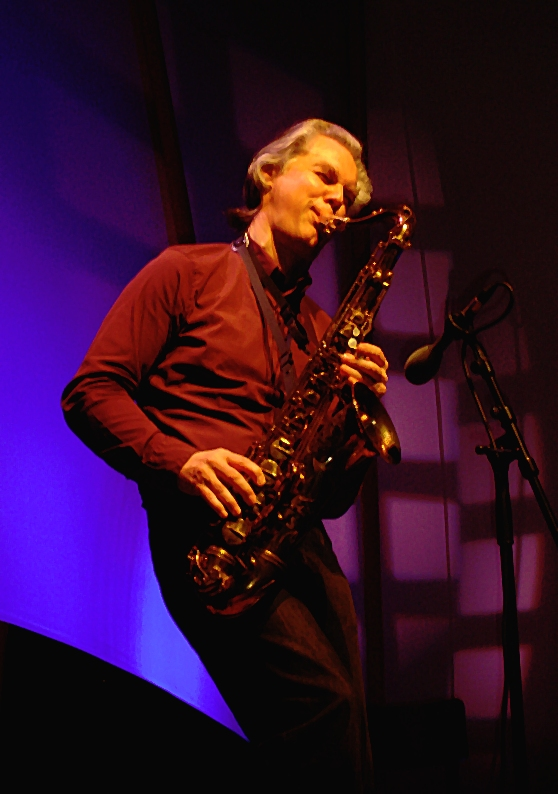
Ян Гарбарек на концерте

- It’s OK to Listen to the Gray Voice (1985)
- All those Born with Wings (1987)
- Legend of the Seven Dreams (1989)
- Rosensfole (1989)
- I Took Up the Runes (1990)
- StAR (1991)
- Ragas and Sagas (1992)
- Twelve Moons (1992)
- Atmos (1993)
- Madar (1993)
- Officium (1994)
- Visible World (1995)
- Rites (1998)
- Mnemosyne (1999)
- In Praise of Dreams (2003)
- Dresden: In Concert (2009)
- Officium Novum (2010)